# Eksplozijsko zavarivanje
Eksplozijsko zavarivanje je spajanje metala pritiskom u hladnom stanju, koji koristi udarni val eksplozije, brzine (do 6 500 m/s) veće od brzine zvuka i izuzetno velike energije (tlak i do 100 000 bara), tako da se materijal rastali i dijelovi zavare u spoj. Naglim širenjem eksplozijskog vala izbacuje se površinski sloj oksida i nečistoća s priležećih ploha. Sam postupak zavarivanja je kratkotrajan, ali je potrebna nešto duža priprema. Pogodan je za zavarivanje u teško pristupačnim prostorima i neprikladnim uvjetima, primjerice pod površinom vode. Najčešće se koristi za spajanje čelika, aluminija, bakra, titanija, cinka, raznorodnih metala i drugo. Koristi se za zavarivanje cijevi, cijevi s prirubnicama, za platiniranje (oblaganje) čelika i drugih metala i drugo. Postupak je primjenjiv za zavarivanje vrlo malih dijelova, kao i za proizvodnju dvoslojnih limova mase do 10 tona. Specijalizirane firme proizvode limove mase preko 35 tona i površine veće od 35 m2. Česta primjena je kod proizvodnje takozvanih bimetalnih gredica za brodske konstrukcije te limova za izradu procesne opreme (izmjenjivača topline, reaktora, kolona).